# Karmeliterkirche (Leopoldstadt)

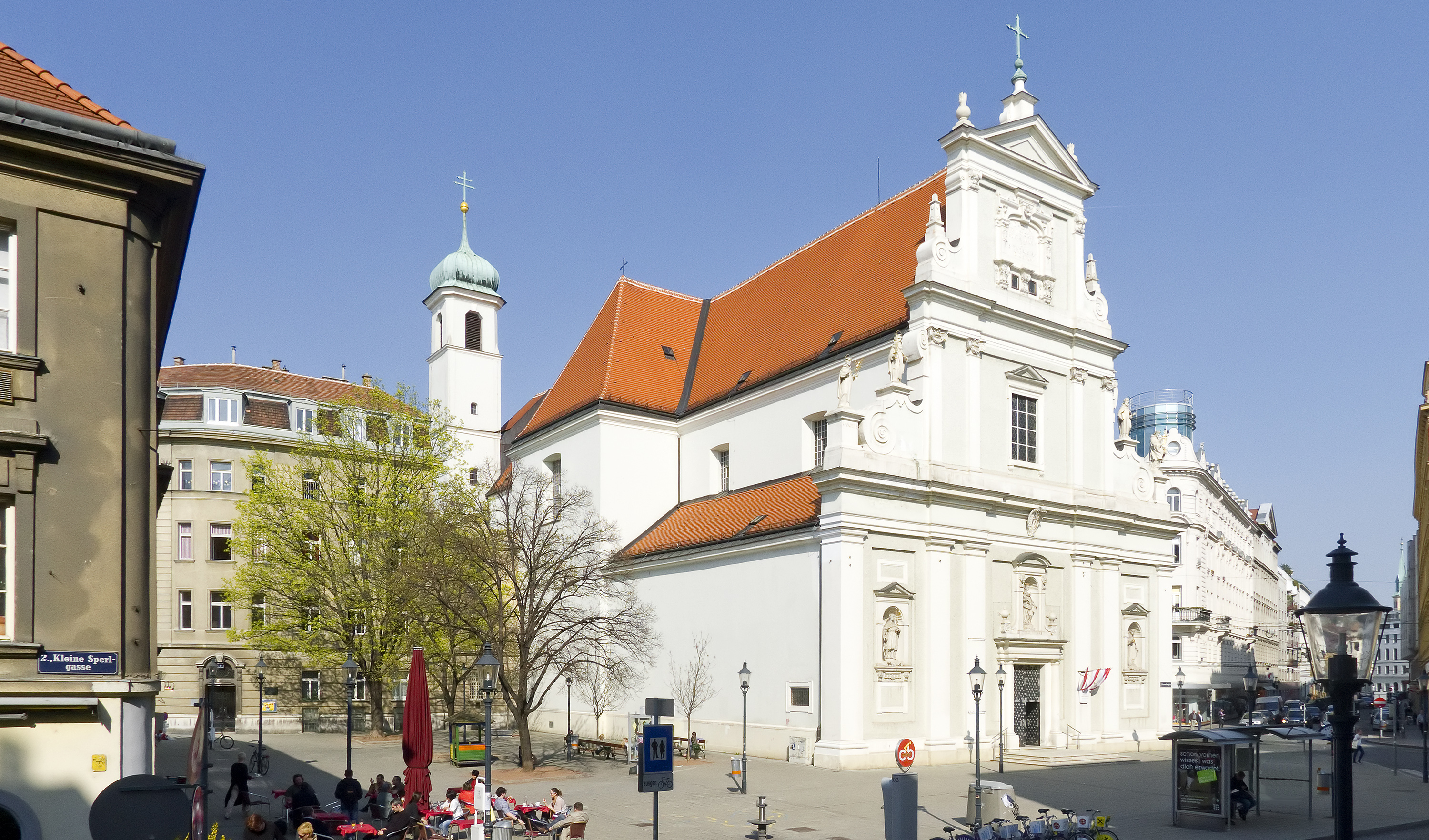
Pfarrkirche St. Josef in der Leopoldstadt

Die Pfarrkirche St. Josef (umgangssprachlich: Karmeliterkirche) ist eine römisch-katholische Pfarrkirche im 2. Wiener Gemeindebezirk Leopoldstadt am Karmeliterplatz. Die Pfarre liegt im Dekanat 2/20 des zur Erzdiözese Wien gehörenden Vikariates Wien Stadt. Sie untersteht dem Patrozinium hl. Josef. Das Bauwerk steht unter Denkmalschutz.

## Geschichte
Nachdem der Konvent der Karmeliter in Wien im Zuge der Reformation sich 1554 auflöste und ihr Kloster Am Hof den Jesuiten übergeben wurde, berief Kaiser Ferdinand II. nach der von dem Feldgeistlichen Dominicus a Jesu Maria mitentschiedenen Schlacht am Weißen Berg die Karmeliter um 1622 wieder nach Wien und stiftete dem Reformzweig des Karmelitenordens, den Unbeschuhten Karmeliten, ein Kloster.
Im Jahr 1623 übergab der Kaiser zur Gründung von Kirche und Kloster den Karmeliter einen Platz im „Unteren Werd“, die später Namensgeber für das Grätzl Karmeliterviertel wurden. Eine erste kleine Kirche war 1624 fertiggestellt und die Grundsteinlegung zum Kloster erfolgte 1627. Im Jahr 1639 wurde die neue Kirche, die durch eine liechtensteinische Stiftung ermöglicht wurde, von Fürstbischof Philipp Friedrich von Breuner zu Ehren der Jungfrau Maria und der heiligen Theresa geweiht. Bei der Zweiten Wiener Türkenbelagerung wurde das Kloster und die Kirche 1683 verwüstet und danach wiederhergestellt.
Im Zuge der Josephinischen Kirchenreform und der daraus resultierenden neuen Pfarreinteilung Wiens wurde im Jahr 1783 die Klosterkirche zu einer Pfarrkirche mit dem Patrozinium heiliger Josef erhoben und der Klostergarten parzelliert und darauf Häuser errichtet. Als „Karmelitenpfarre“ wurde das Klostergebäude und die Kirche von den Karmeliten weiter betreut. Nachdem im Jahr 1838 die Karmeliten nach Linz übersiedelten und der Konvent provisorisch aufgehoben wurde, ging die Pfarre an den Weltklerus über. 1848 richteten die Barmherzigen Schwestern aus Zams, die Kaiserin Karolina Augusta 1832 nach Wien berief, eine Filiale im ehemaligen Karmeliterkloster ein, die bis 1896 bestand.

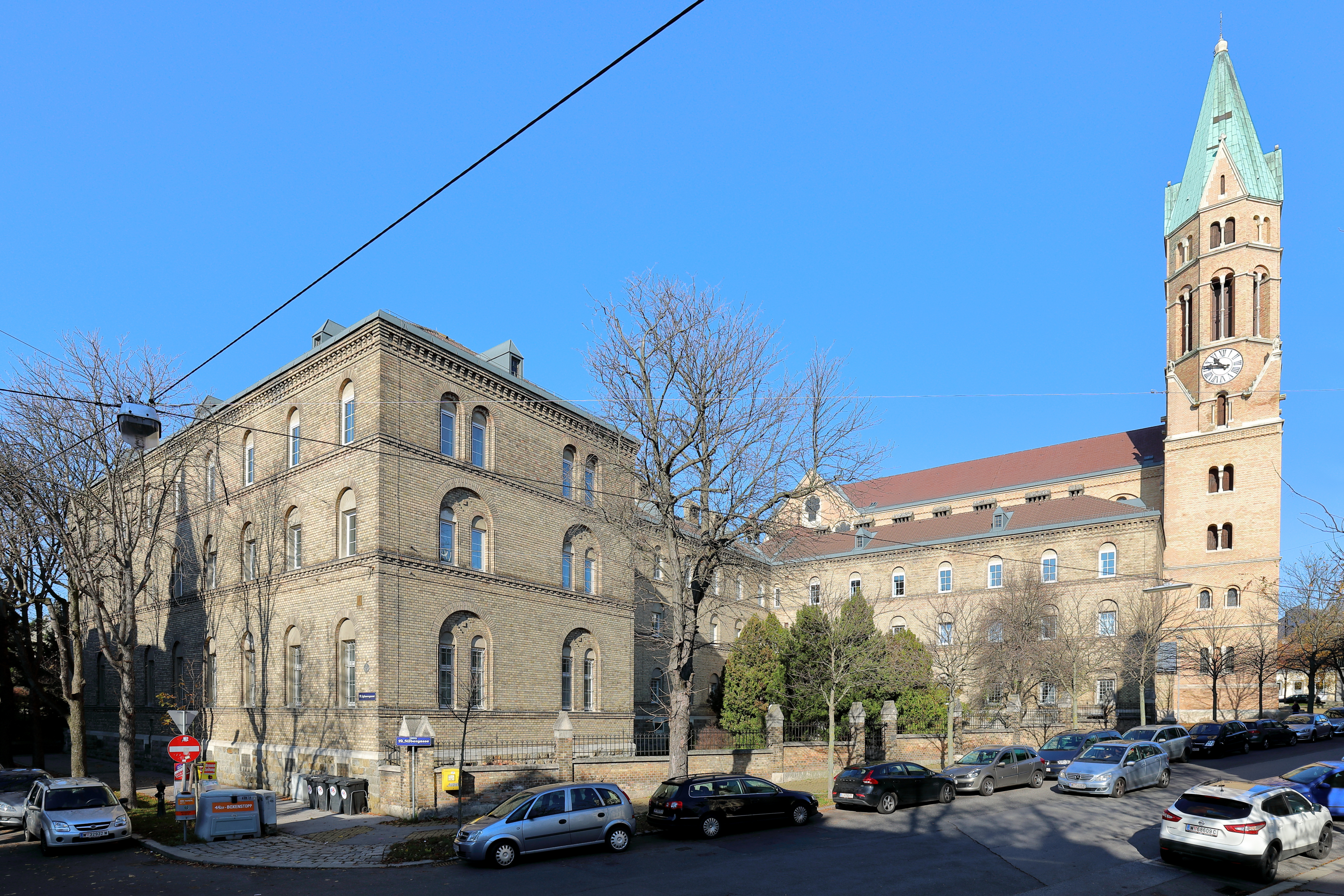
Neues Karmelitenkloster in Döbling

Im Jahr 1897 erfolge eine Vereinbarung zwischen den Karmeliten und der Regierung. Diese besagte, dass die Karmeliten auf das alte Kloster verzichten und dafür eine Abfindung von 350.000 fl aus dem Religionsfond bekommen. Im Anschluss errichteten die Karmeliten in Döbling das Karmelitenkloster Döbling. Nachdem die Karmeliter nach Döbling übersiedelten, wurde das Klostergebäude in der Leopoldstadt von 1904 bis 1906 abgerissen. In diesem Zuge wurde anschließend das an den Chor der Kirche anschließende Pfarrhaus errichtet und die ehemalige Hauskapelle an die taborstraßenseitige Langhausseite verlegt.
Die Kirche diente als Vorlage für die Karmelitenkirche in Linz, die in den Jahren 1690 bis 1726 an Stelle einer älteren Kirche an der Landstraße erbaut wurde.

## Architektur
Der frühbarocke Kirchenbau hat ein Langhaus mit niedrigen Seitenkapellen unter einem Pultdach und einem Querschiff, wobei ein hohes Langhausdach die Vierungskuppel verdeckt. Die schlichte östliche Langhauswand liegt in der Flucht der Taborstraße. Die repräsentative turmlose Kirchenfassade zeigt in Richtung Innere Stadt zum Karmeliterplatz und trägt ein Wappen des Hauses Liechtenstein. Ein schlichter Kirchturm steht westlich der Sakristei.

## Ausstattung

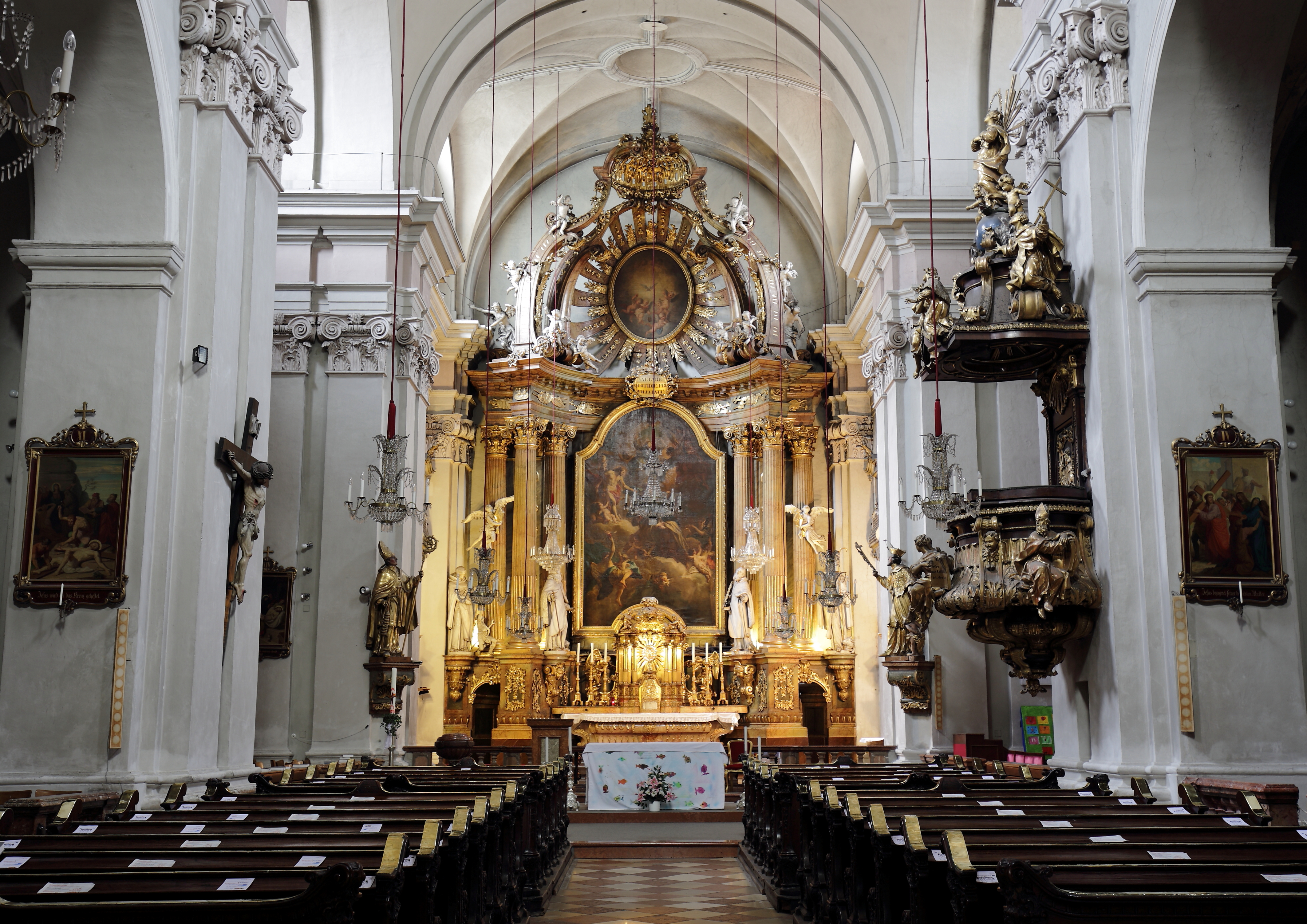
Innenansicht der Pfarrkirche

Der Hochaltar vor 1770 trägt ein Altarbild mit dem Thema Vision der hl. Theresa von Avila von Martin Johann Schmidt aus dem Jahr 1771. Flankiert wird es von den von Jakob Christoph Schletterer geschaffenen Statuen (von links nach rechts): Heiliger Andreas Corsini, Prophet Elisäus, Prophet Elias und heiliger Cyrillus. Der Wiener Stadtsteinmetzmeister Johann Philipp Högl führte 1783 bei der Karmeliterkirche Steinmetzarbeiten durch.